# Timpul chitarelor (album video)
Timpul chitarelor este un album video lansat pe suport DVD prin intermediul casei de discuri TVR Media în anul 2009. Materialul reprezintă o incursiune în istoria muzicii rock și folk românești, cuprinzând filmări selectate din Arhiva Televiziunii Române cu cele mai importante formații rock și cu cei mai reprezentativi cantautori folk, începând de la apariția acestor stiluri muzicale în România, din anii '60, și până la Revoluția din 1989. Selecția pentru acest DVD a fost făcută de jurnalistul și criticul muzical Doru Ionescu.

## Piese/filmări
1. Phoenix – Vremuri / Totuși sunt ca voi (1969)
2. Sincron – Hăulita de la Gorj (1966)
3. Sfinx – Bună dimineața (1968)
4. Sideral – Uvertură / De-aseară latră (1967/1969)
5. Mondial – Atât de fragedă (1969)
6. Roșu și Negru – Soare și vânt (1971)
7. Progresiv TM – Crede-mă (1972)
8. Romanticii – Crăiasa din povești (1973)
9. Phoenix – Andrii Popa (1974)
10. Sfinx – Din nou acasă (1978)
11. Metropol – Égig érhetne az ének (Sunetul în zbor) (1978)
12. Metropol – Atunci e bine (1979)
13. Semnal M – Mai avem multe de făcut (1981)
14. Compact – Protest (1981)
15. Post Scriptum – Dacă într-o zi... (1982)
16. Roșu și Negru – Hai acasă (1984)
17. Holograf – Cu fiecare clipă (1987)
18. Iris – Tu, doar tu (1990)
19. Dan Andrei Aldea – Om bun (1974)
20. Mihai Munteanu – Miorița (1969)
21. Doru Stănculescu & Sorin Minghiat – Șambala (1974)
22. Mircea Florian – Pădure liniștitoare (1975)
23. Valeriu Sterian – Antirăzboinică (1979)
24. Mircea Vintilă – Pământul deocamdată (1975)
25. Marcela Saftiuc – Baladă lunii mai (1976)
26. Anda Călugăreanu – Noi, nu (1976)
27. Adriana Ausch – Învață (1975)
28. Flacăra Folk '73 – Din bătrâni (1973)
29. Victor Socaciu – Roata (1978)
30. Mircea Baniciu – Eșarfă în dar (1982)
31. Zoia Alecu – Ouă de rouă (1977)
32. Nicu Alifantis & Sorin Minghiat – Lumea e cum suntem noi (1980)
33. Pro Musica – Glossa (1974)

Observație: Piesele 1–18 reprezintă selecții rock, piesele 19–33 reprezintă selecții folk.

## Prezentare de Doru Ionescu
„Acest DVD este primul dintr-o serie pe care autorii o propun în încercarea de a rescrie istoria muzicii generic intitulată tânără (sintagmă sub care era indicat să ascunzi, în anii regimului comunist, genurile pop-rock, folk, chiar jazz), pe cât posibil cu «exponate» reprezentative. O muzică apărută în sincronism cu evoluția ei din lumea liberă, deși Andrei Oișteanu se mira că așa a fost să fie (ca în cazul poetului Paul Celan, care scria în germană – «limba asasinilor părinților mei»), ca istoria ei să rămână în înregistrările video cu acele melodii pe care le-au permis cenzorii săi! Prin urmare, muzicienii importanți, singuri sau în grupuri, sunt prezenți într-o selecție plină de... subiectivism! Întrucât mulți dintre ei nu au filmat, probabil, ceea ce și-au dorit mai mult, iar pe de altă parte Arhiva Multimedia TVR nedeținând fișată ca atare marea masă a emisiunilor muzicale. ”—Doru Ionescu

## Filmări cu formația Phoenix
DVD-ul Timpul chitarelor conține filmări cu trei piese ale formației Phoenix. Primele două datează din anul 1969 și îi înfățișează pe componenții de atunci ai grupului în Timișoara, interpretând „Vremuri” (filmare cu muzicienii urcați pe tramvai) și „Totuși sunt ca voi” (filmare realizată în Piața Victoriei).
„Grupaj din emisiunea «Realitatea ilustrată» (18 mai 1969) cu piesele care deschid cele două EP-uri ale formației timișorene, pe atunci beat. Muzica aparține solistului Florin «Moni» Bordeianu și chitaristului Nicolae Covaci, textele lui Victor Șuvăgău. Înregistrările audio au fost practic produse de radiofonistul Cornel Chiriac. Ceilalți actanți din imagini: Béla Kamocsa–bas, Günther Reininger–orgă, Pilu Ștefanovici–tobe. De filmări s-a făcut răspunzător teleastul Titus Munteanu, timișorean și el, la rândul său fost muzician de jazz (flautist, absolvent de Conservator). ”—Doru Ionescu
A treia piesă Phoenix prezentă pe acest DVD este „Andrii Popa”, filmată în Studiourile cinematografice Buftea în anul 1974. Muzicienii prezenți în această filmare sunt aceiași care au participat la înregistrarea albumului Mugur de fluier, apărut în același an.
„Unul dintre marile hituri ale timișorenilor (perioada etno), piesa are o istorie aparte, după cum a povestit-o compozitorul Mircea Baniciu: «S-a născut cumva întâmplător. Ne-am dus să înregistrăm discul Mugur de fluier, care a ieșit prea scurt. Nicu și-a amintit de o piesă auzită la mine, pe versurile lui Vasile Alecsandri, am orchestrat-o pe loc și s-a dovedit a fi hitul albumului. Dacă-mi spunea cineva atunci că se va cânta și peste 30-40 de ani, nu l-aș fi crezut.» Inițial, în Arhiva Multimedia TVR am descoperit câteva negative de filmări, în care i-am recunoscut pe membrii formației. Am identificat piesa «citind» versurile pe buzele voinicilor, iar clipul a fost montat în 2000 în premieră, întrucât după filmările din decorul unui film istoric existent la Buftea, formația a fost interzisă la TVR, iar clipul nu a mai fost difuzat. ”—Doru Ionescu